# Poa ayseniensis
Poa ayseniensis är en gräsart som beskrevs av Eduard Hackel. Poa ayseniensis ingår i släktet gröen, och familjen gräs. Inga underarter finns listade i Catalogue of Life.